# Dværgørn
Dværgørn (Hieraaetus pennatus) er en rovfugl i høgefamilien. Arten er udbredt i Europa (flest i Spanien), Nordafrika og fra Lilleasien videre østover i et smalt bælte til Manchuriet samt helt isoleret i Sydafrika. Den har et vingefang på op til 132 centimeter, det vil sige på størrelse med en musvåge. Føden består af krybdyr, fugle, mindre pattedyr og insekter. Det er en trækfugl med vinterkvarter i Afrika og Indien.